# Lévárdi Ferenc
Lévárdi Ferenc (Sárisáp-Annavölgy, 1919. szeptember 15. – Budapest, 1991. február 21.) magyar bányamérnök, nehézipari miniszter (1963–1971).

## Élete
Bányászcsaládban született az akkor még Sárisáphoz tartozó annavölgyi bányatelepen. 1939-ben érettségizett Esztergomban, majd 1940-től a Salgótarjáni Kőszénbánya IX. aknaüzemben helyezkedett el, előbb mint fizikai munkás, később pedig irodai beosztásban. Ugyanazon év őszétől egyetemi tannulmányokat kezdett, melyek végeztével, 1944-ben a József Nádor Műszaki és Gazdaságtudományi Egyetem Soproni Bánya-, Kohó és Erdőmérnöki szakán szerzett oklevelet.
Diplomázása után egy ideig az egyetemen maradt, ahol 1946-ig a Geodéziai és Bányaméréstani Tanszék tanársegédjeként dolgozott. 1946–1953 között a Dorogi Szénbányák alkalmazásában tevékenykedett, előbb mint beosztott mérnök, 1948-tól üzemvezető főmérnök, 1950-től vállalati főmérnök, 1952-ben tröszti termelési osztályvezető, majd tröszt főmérnök, 1953. augusztustól 1957-ig pedig mint a szénbányászati tröszt igazgatója.
A következő évtől minisztériumi megbízatásokat kapott: 1958. január 29. és 1963. március 20. között a nehézipari miniszter első helyettese volt, 1963. március 20-tól pedig nehézipari miniszter lett; e tisztségéből vonult nyugállományba, 1971. május 12-i hatállyal.
Kutatóként a háromfázisú keverékek (víz-levegő-szilárd) áramlásai viszonyainak vizsgálatával foglalkozott. 1947 augusztusban lett a Magyarországi Szociáldemokrata Párt tagja, 1948 júniusban átlépett a Magyar Dolgozók Pártja (MDP), 1956 novemberében pedig a Magyar Szocialista Munkáspárt (MSZMP) tagjai közé.